# Guara (Cuba)
Guara es un pequeño pueblo perteneciente al Municipio Melena del Sur en La Habana, Cuba.

Se encuentra ubicado al oeste de la cabecera municipal limitando al norte y al oeste con los municipios San José de las Lajas y Batabanó respectivamente.

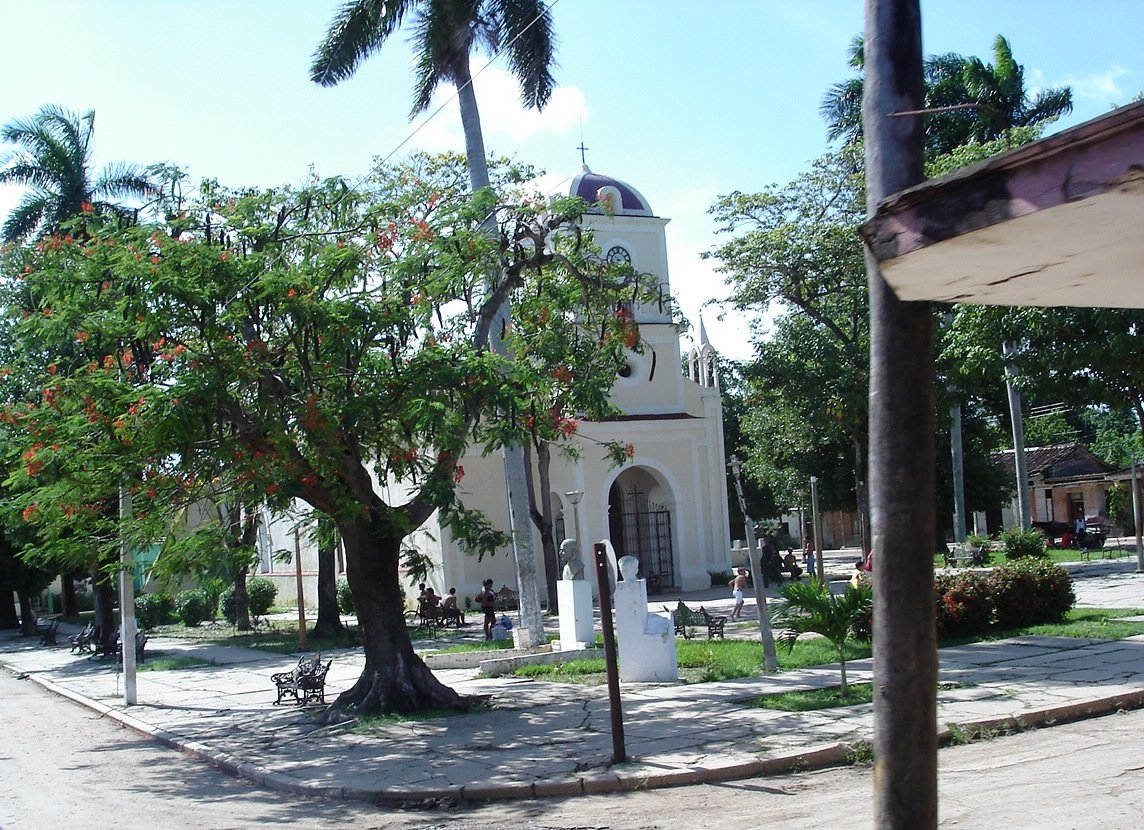
Parque de Guara

## Iglesia del Pueblo

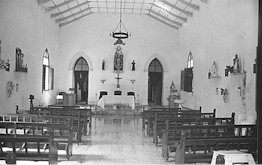

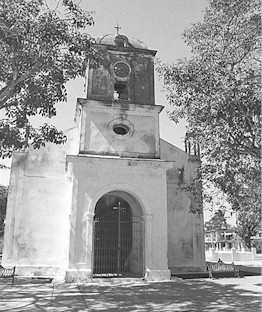

Su Iglesia, la de la Santísima Trinidad de Guara fue una de las primeras erigidas en Cuba en 1779 por Santiago José Echavarría, Obispo de Cuba, y se encontraba situada donde se ubica en la actualidad el Cementerio de este asentamiento poblacional. Treinta y cinco años más tarde es trasladada la parroquia hacia donde quedara de forma definitiva, bendecida por Don José María Espada y Landa quién fuera entonces Obispo de La Habana. La edificación religiosa tuvo en sus inicios piso de tierra y techo de guano.

## Historia
Guara era el mismo nombre del hijo menor del cacique Ariguanabo y un ídolo para aquel pueblo Siboney debido a su inteligencia, habilidad en la pesca, caza y agricultura, carácter noble y recto.
La muerte del padre llenó de consternación a todos trayendo la desgracia a su familia y la aldea.
Tras las ceremonias de luto, la comunidad consulta al Consejo de Ancianos, a fin de decidir cuál de los dos hijos sería el nuevo Cacique. Sin embargo, la sabia experiencia de los más viejos aconsejó dividir la aldea, para que Guara dirigiera una parte y su hermano Ayeuya la otra.
La paz que durante muchos años habían vivido aquellos indígenas se vio truncada por la presencia de los conquistadores españoles.  En 1518 quedaron prácticamente exterminados y el 7 de diciembre de 1629 el lugar se transformó en Corral, denominación que se le daba a ciertas porciones de tierra.

## Logros
A pesar de no ser cabecera municipal y gracias a los esfuerzos de sus pobladores este asentamiento cuenta con una estación de ferrocarril, cine, círculo social, cafetería, panadería, farmacia, escuela primaria, tiendas de víveres y de artículos Comerciales, la Iglesia que se encuentra ubicada en el Parque y un Cementerio.

## Personalidades
Entre las personalidades de este asentamiento contó con un legendario maestro dedicado a la enseñanza cuyo nombre era Agustín Gejo quien fuera muy querido y con rica trascendencia como pedagogo.
Participantes en la lucha contra Fulgencio Batista:
```
- Reinaldo Lago. 
- Félix Baños. 
- Cristóbal Méndez quien murió en Angola en las llamadas misiones internacionalistas.
```

Participantes en la campaña de alfabetizacióN
```
- Rina Roque
- Hilda Barroso 
- Niria Castañera 
- Norma Castañera 
- Deixis Seijas 
- Eloisa Valdés 
- Rosalía Valdés 
- Lourdes Loriet 
- Armando Loriet 
- Milin Llanes 
- Esther Montalvo 
- Ofelia Roque 
- Deixis Seijas 
- Milin Llanes
```

## Asentamientos
En los alrededores del pueblo se encuentran otros pequeños grupos poblacionales nombrados Coca, Plazaola, Jicotea y Aljovín.
Olvidaron poner Marañon que fuera un pequeño caserío donde había un molino de piedras, que fuera fuente de trabajo para muchos guareros; asimismo un horno donde se fundían piedras y hacían cal viva que era utilizada en diferentes formas como elaboración de pintura y otros usos comerciales, el molino de piedra era propiedad de Laureano Zamora. La mayor fuente de trabajo eran los cañaverales que rodeaban a todo el pueblo y una pesa de caña de azúcar que quedaba precisamente frente a la estación de ferrocarril, antiguamente tenía 5 bodegas: la de Ramon Wong y la de Carmelo fresno una frente de la otra en frente del parque otra más en la parte de atrás del parque de Reynaldo Cruz, una en la calle del Paradero de Ramiro Oramas y por último la del Cojo de Mayeya en la Calle de Rosario; asimismo teníamos excelentes zapateros, uno de ellos elaboraba los zapatos "rompe rocas" completo y muchos trabajadores del campo se los encargaba; también estaba Panchito; o sea teníamos tres zapateros excelentes en el pueblo.
A la salida del pueblo en la calle hacia Melena del Sur Agustín Llanes puso un garaje y en la parte posterior un centro de diversión donde cada Sábado y Domingo se repletaban de jóvenes que iban a bailar y fue adquiriendo popularidad que ya Rio Bar era conocido en toda la zona.
Teníamos una buena conexión de guaguas Melena Víbora ( La ruta 38)
Una salida Víbora-Melena del Sur pasando por Guara lógicamente y otra Víbora Surgidero de Batabano; pero con un servicio increíble que hacía posible que muchos habitantes de la zona pudieran trasladarse a diario hasta La Habana a realizar estudios profesionales.